# Mendy Aráuz Silva
Mendy Arauz Silva (Tipitapa, Managua. 21 de febrero de 1980) es una psicóloga nicaragüense, experta en Gestión y Calidad de la Educación, quien ha pasado varios años trabajando en el Ministerio de Educación en distintos ámbitos y áreas.

## Biografía
Arauz Silva, es Licenciada en Psicología, Especialista en Gestión y Calidad de la Educación, Promoción de Valores para la Convivencia Armoniosa. Antes de asumir el cargo de Ministra de Educación, fue directora de las Consejerías de las Comunidades Educativas del Ministerio de Educación (Nicaragua) durante varios años, implementó importantes cambios y mejoras en el sistema educativo, enfocándose en la calidad de la enseñanza y la formación de los docentes, hasta su nombramiento por el presidente de Nicaragua, Daniel Ortega como Ministra de Educación.
Mendy Arauz Silva, ha llegado con una gran trayectoria y experiencia en el ámbito educativo. Su nombramiento ha sido recibido con entusiasmo y esperanza por parte de la comunidad educativa del país.
Uno de los principales objetivos de Mendy Arauz como Ministra de Educación es fortalecer la educación en Nicaragua y garantizar el acceso a una educación de calidad para todos los ciudadanos. 
Entre las propuestas de Mendy Arauz se encuentra la implementación de un sistema de evaluación educativa más integral y equitativo. Su objetivo es asegurar que todos los estudiantes tengan las mismas oportunidades de aprendizaje y desarrollo, independientemente de su origen socioeconómico o geográfico.
Además, la ministra de Educación tiene como prioridad mejorar la formación y capacitación de los docentes. Reconoce que los profesores son piezas fundamentales en el proceso de enseñanza-aprendizaje, por lo que es necesario brindarles las herramientas y recursos necesarios para que puedan desempeñar su labor de manera efectiva.

## Estudios
- Máster en Criminología y Seguridad Ciudadana.
- Licenciada en Psicología
- Especialista en Gestión y Calidad de la Educación.
- Promoción de Valores para la Convivencia Armoniosa.
- Postgrado sobre violencia de Género y Trata de Personas.
- Postgrado en Psicología Criminal.
- Post Grado en Atención Integral a la Niñez, Atención Psicosocial a Familias en Situación de Emergencias.
- Curso Sobre Educación Integral de la Sexualidad y Promoción de Valores.
- Curso Gestión y Evaluación de Proyectos por Resultados.
- Diplomado en Violencia y Derecho de Familia, Derechos Humanos.
- Curso Regional sobre Salud Sexual Reproductiva en Situaciones de Emergencias.